# NGC 1286
NGC 1286 је лентикуларна галаксија у сазвежђу Еридан која се налази на NGC листи објеката дубоког неба.
Деклинација објекта је - 7° 36' 59" а ректасцензија 3h 17m 48,5s. Привидна величина (магнитуда) објекта NGC 1286 износи 13,8 а фотографска магнитуда 14,8. NGC 1286 је још познат и под ознакама MCG -1-9-25, NPM1G -07.0122, PGC 12250.